# Micropsectra clava
Micropsectra clava är en tvåvingeart som beskrevs av Chaudhuri, Guha och Soumyendra Nath Ghosh 1985. Micropsectra clava ingår i släktet Micropsectra och familjen fjädermyggor. Inga underarter finns listade i Catalogue of Life.